# Tadeusz Oleksyn
 Tadeusz Oleksyn  (ur. 3 listopada 1945) –  ekonomista, profesor, wykładowca akademicki.

## Życiorys naukowy
W listopadzie1989 uzyskał stopień doktora nauk ekonomicznych w zakresie ekonomii w Instytucie Pracy i Spraw Socjalnych w Warszawie. W latach 1990–1997 adiunkt i badacz w tym Instytucie, kierował pracą Zakładu Badania Zatrudnienia i Rynku Pracy, autor i współautor szeregu raportów i ekspertyz z zakresu polityki zatrudnienia, płac, rynku pracy, zarządzania zasobami ludzkimi, polityki zatrudnienia i przeciwdziałania bezrobociu w Polsce, ale także w Belgii i Japonii, demokracji przemysłowej i stosunków trójstronnych w Holandii. W latach 1997–2005 profesor w Wyższej Szkole Zarządzania i Przedsiębiorczości w Warszawie (kierownik Katedry Zarządzania, prorektor ds. nauki i dziekan Wydziału Zarządzania). W marcu 1999 uchwałą Kolegium Nauk o Przedsiębiorstwie SGH nadano mu stopień doktora habilitowanego w dziedzinie nauk ekonomicznych w zakresie ekonomii. W okresie 2002 - 2009 profesor nadzwyczajny, wicedyrektor Instytutu Ekonomii i Zaraządzania oraz kierownik Zakładu Ekonomiki i Zarządzania Pracą na Wydziale Zarządzania i Komunikacji Społecznej Uniwersytetu Jagiellońskiego w Krakowie; w tym okresie opublikował szereg prac z zakresu głównie problematyki zarządzania zasobami ludzkimi. W latach 2009–2015 profesor nadzwyczajny w Kolegium Nauk o Przedsiębiorstwie Szkoły Głównej Handlowej w Warszawie. W latach 2007–2015 profesor w Wyższej Szkole Finansów i Zarządzania w Warszawie (aktualnie Akademia Ekonomiczno-Humanistyczna), od roku 2015 profesor zwyczajny. W roku 2011 uzyskał tytuł profesora. 
Do obszaru swoich zainteresowań zalicza problematykę zarządzania, a zwłaszcza: zarządzanie organizacjami, zarządzanie kompetencjami i rozwojem zawodowym, zarządzanie przez wartości, rozwój przywództwa, motywowanie i wynagradzanie, wymiarowanie i standardy pracy, jakość pracy, etyka biznesu i zarządzania, kultura organizacji, zarządzania małymi i średnimi firmami, zachowania organizacje, konflikty w organizacji. Jest autorem ponad 200 publikacji naukowych.

## Wybrane publikacje
- Oleksyn T., Kultura i etyka zarządzania. Difin SA, Warszawa 2021, s.350
- Oleksyn T., Zarządzanie, wybrane kwestie. Difin SA, Warszawa 2020, s. 254
- Oleksyn T., Zarządzanie kompetencjami, teoria i praktyka, wydanie III. Wolters Kluwer, Warszawa 2018, s. 394
- Oleksyn T., Zarządzanie zasobami ludzkimi w organizacji, wydanie IV zaktualizowane i rozszerzone, Wolters Kluwer, Warszawa 2017, s. 658
- Oleksyn T., Herman A., Stańczyk I. (red.), Management by Values - Management Respecting and Promoting Values. Research Raport. Wydawnictwo Uniwersytetu Jagiellońskiego, Kraków 2015, s. 328
- Oleksyn T., Optymalizacja a maksymalizacja i minimalizacja. „Ekonomika i organizacja przedsiębiorstwa”, nr 8 (787) sierpień 2015
- Oleksyn T., Bugaj J., Stańczyk I, Professional Development in the Five Hundred Largest Enterprises: Results of Own Research [in] Human Factor of Global Society, ed. Marek T. ISBN 978-1-4665-7286-7. CRS Press Taylor $ Francis Group, New York – London, 2014, s. 497 – 513
- Oleksyn T., Managerism and Managers – Descending from Olympus [in] Management and Managers Facing Challenges of the 21st Century. Theoretical Background and Practical Applications. Monograph, ed. Bylok F., Ubrežiovà I., Cichobłaziński L., ISBN 978-963-269-431-3. Szent Istvan Egyetemi Klado Nonprofit Kft., Gödöllö Hungary 2014
- Oleksyn T., Enterprise as a Social System – Review od Chosen Issues. “Paradigm” Nr 2 (18) z 2014 r. (Los Angeles – London – New Delhi – Singapore – Washington – Boston)
- Oleksyn T. (red.), Filozofia a zarządzanie, monografia, Oficyna a Wolters Kluwer business, Warszawa 2013, s. 338
- Oleksyn T., Sto i więcej lat zarządzania. „Kwartalnik nauk o przedsiębiorstwie”, nr 4 z 2013
- Oleksyn T., Globalna gospodarka. „Kwartalnik nauk o przedsiębiorstwie” nr 1 z 2013
- Oleksyn T., Przedsiębiorczość jako kategoria złożona. Jak ją rozwijać. "Problemy zarządzania" Vol. 10, nr 1 (36), t. 2
- Oleksyn T., Stańczyk I., Bugaj J., Diagnoza i kierunki zmian w zarządzaniu zasobami ludzkimi w przedsiębiorstwach z Listy 500. Raport z badań. Oficyna Wydawnicza Szkoły Głównej Handlowej, Warszawa 2011, s. 216
- Oleksyn T., Personnel Management, Human Resource Management, Human Capital Management. “Organizacja i kierowanie”, nr 5 z 2010 r.
- Oleksyn T., Jakość w zarządzaniu zasobami ludzkimi [w] Komunikacja i jakość w zarządzaniu [red. T. Wawak]. Wydawnictwo Uniwersytetu Jagiellońskiego, Kraków 2010.
- Oleksyn T., Motywacja i motywowanie a zachowania organizacyjne [w] Behawioralne determinanty rozwoju przedsiębiorczości [red. P. Kulawczuk, W. Poszewiecki]. Fundacja Rozwoju Uniwersytetu Gdańskiego, Gdańsk 2010